# Patrik Enyingi
Patrik Simon Enyingi (24 de enero de 2001) es un deportista húngaro que compite en atletismo, especialista en las carreras de velocidad. Ganó una medalla de bronce en el Campeonato Mundial de Atletismo en Pista Cubierta de 2025, en la prueba de 4 × 400 m.

## Palmarés internacional
| Campeonato Mundial en Pista Cubierta | Campeonato Mundial en Pista Cubierta | Campeonato Mundial en Pista Cubierta | Campeonato Mundial en Pista Cubierta |
| Año                                  | Lugar                                | Medalla                              | Prueba                               |
| ------------------------------------ | ------------------------------------ | ------------------------------------ | ------------------------------------ |
| 2025                                 | Nankín (China)                       | Medalla de bronce                    | 4 × 400 m                            |